# Anschlag (Klavier)
Der Anschlag beim Klavier ist die Tätigkeit des Spielers, die Klaviertaste nach unten zu bewegen. Die Art und Weise, wie dies geschieht, nennt man Anschlagsart. Das Wort Anschlag wird auch, besonders in der Sprache der Kritiker, dazu verwendet, in Bezug auf das klangliche Ergebnis des Spiels, die individuelle Art der Tastenbehandlung eines Pianisten zu charakterisieren. So sagt man beispielsweise, ein Spieler habe einen harten oder weichen Anschlag oder man spricht von der Anschlagskunst eines Spielers.
Die Abwärtsbewegung der Taste aktiviert das Hebelsystem der Klaviermechanik, der Klavierhammer wird dadurch an die Saite geschleudert und versetzt sie in Schwingungen. Je nach Krafteinwirkung auf die Taste (Anschlagsstärke) wird der Hammer mit verschiedener Geschwindigkeit an die Saite geschleudert und erzeugt Töne verschiedener Lautstärke und Klangfarbe. Je größer die Hammergeschwindigkeit, desto lauter der Ton und desto obertonreicher der Klang.
Die Frage, inwieweit die Klangfarbe des Tones nur von der Dynamik, das heißt von der Geschwindigkeit, mit der der Hammer auf die Saite trifft, abhängt, oder ob bestimmte Anschlagsarten die Klangfarbe des Tones beeinflussen können, ist noch nicht eindeutig beantwortet.
Im Laufe der Geschichte des Klavierbaus und des Klavierspiels wurden je nach Lehrmeinung verschiedene Versuche unternommen, die Anschlagsarten zu systematisieren, ohne aber zu einem allgemein verbindlichen System zu kommen.
Die verschiedenen Anschlagsarten werden fälschlicherweise oft mit den Bezeichnungen für die Artikulationstypen legato, non legato, portato und staccato bezeichnet. Dies wird von einigen abgelehnt, weil eine Artikulationsart nicht unbedingt nur mit einer Anschlagsart umgesetzt wird. So kann z. B. legato mit gehobenen oder liegenden Finger gespielt werden. Für besondere Effekte, wie sie etwa die Jazzmusik erfordert, sind entsprechende Abweichungen von traditionellen Anschlagsweisen nötig. Für das Glissando z. B. streicht der Pianist mit der Rückseite eines oder mehrerer Finger einer Hand über eine Reihe von weißen oder schwarzen Tasten. Zur Erzielung von Schlageffekten kann neben der flachen Hand auch die Faust zum Anschlag der Tasten herangezogen werden.
In der  Vielfalt der Anschlagsmöglichkeiten liegt auch ein wichtiger Unterschied zu anderen Tasteninstrumenten,  wie der Orgel oder dem Synthesizer. Gute Digitalpianos zeichnen sich dadurch aus, dass sie sich bemühen, den Anschlag möglichst genau zu erfassen und klanglich umzusetzen. Das Verfahren ist nahezu bei jeder Marke in folgende zwei Unterstufen unterteilt: Erstens die Übersetzung der mechanischen Bewegung in das MIDI-Protokoll (dabei wird zwischen 128 verschiedenen Anschlagsstärken unterschieden) und zweitens die Umsetzung dieser Information in den entsprechenden Klang. Der erste Teil dieser Übersetzung ist mit heutiger Hard- und Software recht gut umsetzbar (doch auch hier gibt es Hersteller mit neuen Ideen und anderen Konzepten), beim zweiten jedoch haben die großen japanischen Hersteller von Digitalpianos wie Yamaha, Casio, Roland oder Kawai jeweils eigene Techniken entwickelt, bis hin zur Simulation des vollständigen Bewegungsablaufes vom Finger über den Hammer bis zur Saite (bei Yamahas Silent Piano). Aber auch Roland hat mit seinem 2009 erschienenen V-Piano diese Entwicklung in eine neue Dimension gerückt, indem hier der komplette Klang live durch Simulation der physikalischen Vorgänge beim echten Klavier berechnet wird und nicht mehr auf Samples, wie bis dahin üblich, basiert.